# Alviano
Alviano is een gemeente in de Italiaanse provincie Terni (regio Umbrië) en telt 1539 inwoners (31-12-2004). De oppervlakte bedraagt 23,8 km², de bevolkingsdichtheid is 65 inwoners per km².

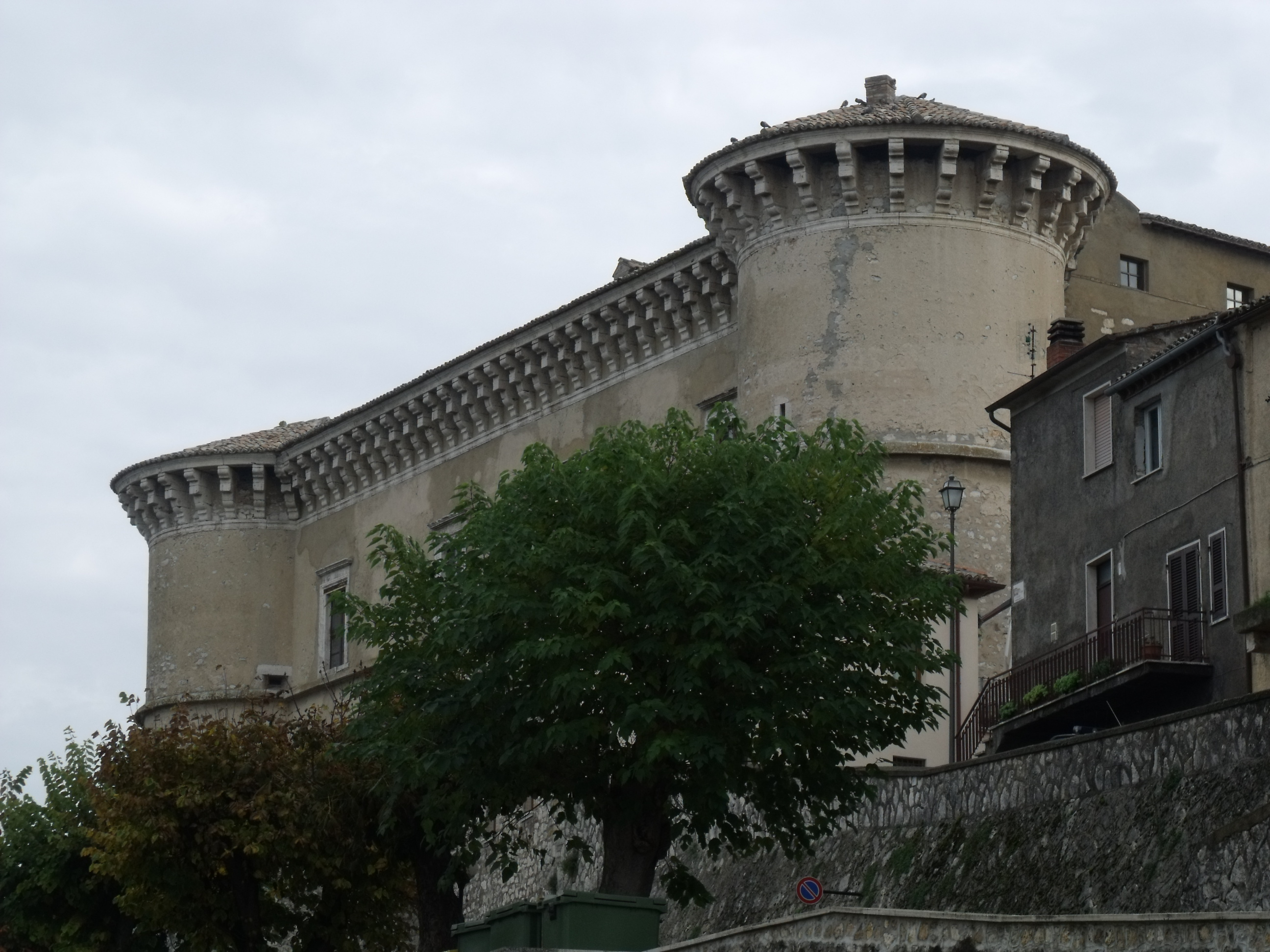
Kasteel van Alviano
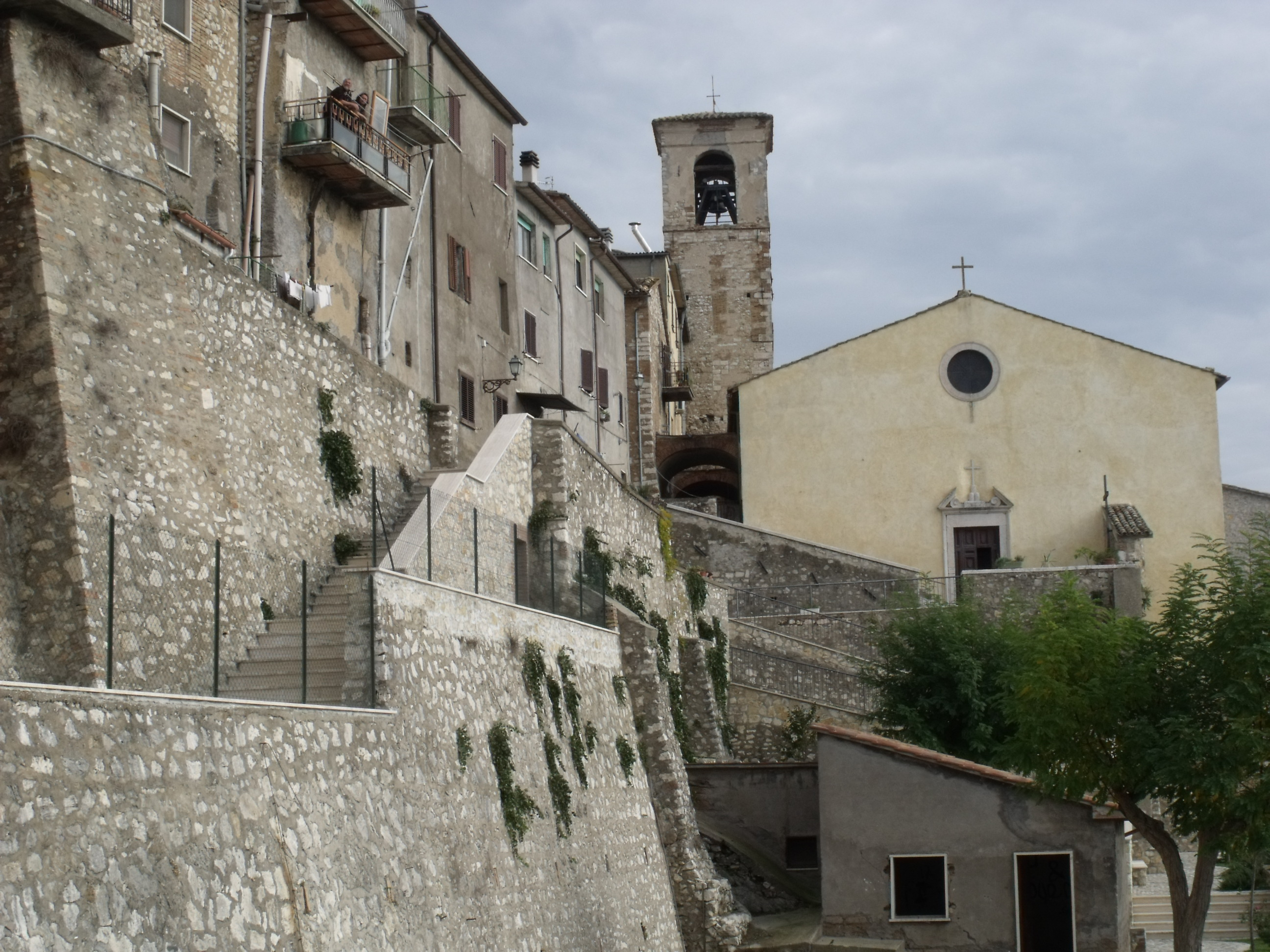
Kerk van Petrus en Paulus in Alviano

## Demografie
Alviano telt ongeveer 594 huishoudens. Het aantal inwoners steeg in de periode 1991-2001 met 7,9% volgens cijfers uit de tienjaarlijkse volkstellingen van ISTAT.
| Jaar | Inwoneraantal |
| ---- | ------------- |
| 1991 | 1398          |
| 2001 | 1508          |

## Geografie
De gemeente ligt op ongeveer 251 m boven zeeniveau.
Alviano grenst aan de volgende gemeenten: Amelia, Civitella d'Agliano (VT), Graffignano (VT), Guardea, Lugnano in Teverina.